# NGC 3096
NGC 3096 est une galaxie lenticulaire située dans la constellation de l'Hydre. NGC 3096 a été découverte par l'astronome britannique John Herschel en 1835.

## Caractéristiques
Sa vitesse par rapport au fond diffus cosmologique est de 4 573 ± 30 km/s, ce qui correspond à une distance de Hubble de 67,5 ± 4,3 Mpc (∼220 millions d'al).

## Groupe compact de Hickson 42

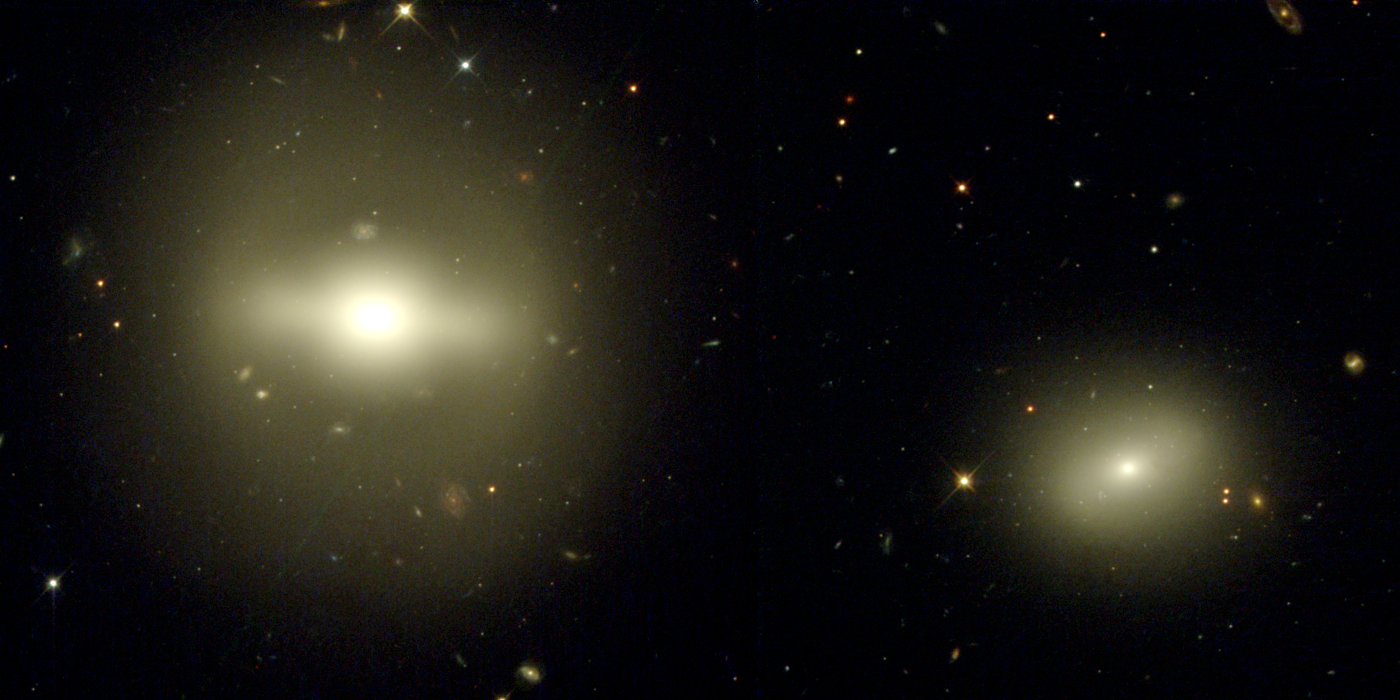
Les galaxies NGC 3096 à gauche et PGC 852084 à droite. (télescope spatial Hubble)

NGC 3095 est un membre du groupe compact de Hickson 42,,. La galaxie PGC 852084 à droite de NGC 3095 (voir l'image prise par le télescope Hubble) est plus rapprochée de la Voie lactée. Sa distance de Hubble est égale à 61,7 ± 4,5 Mpc (∼201 millions d'al), une différence de 19 millions d'années-lumière. Il est peu probable que ces deux galaxies forment une paire physique de galaxies, mais c'est possible étant donné les incertitudes sur ces valeurs.